# انتخابات مجلس سوریه (۲۰۲۵)
انتخابات ۲۰۲۵ مجلس سوریه قرار است از ۱۵ تا ۲۰ سپتامبر ۲۰۲۵ برای انتخاب ۱۰۰ نفر از ۱۵۰ عضو مجلس خلق سوریه، قوه مقننه ملی این کشور، برگزار شود. این انتخابات اولین انتخاباتی خواهد بود که از زمان سقوط رژیم اسد در دسامبر ۲۰۲۴ برگزار می‌شود و تحت نظارت دولت انتقالی سوریه به رهبری رئیس‌جمهور، احمد الشرع، برگزار می‌شود.
برخلاف انتخابات قبلی در سوریه، انتخابات ۲۰۲۵ تحت یک سیستم انتخاباتی موقت و غیرمستقیم برگزار خواهد شد. از ۱۵۰ کرسی، ۱۰۰ عضو مجلس خلق (ام‌پی‌اِی) از طریق یک سیستم کالج انتخاباتی مبتنی بر حوزه انتخابی پر خواهند شد که ام‌پی‌اِی‌ها توسط کمیته‌های محلی متشکل از کارشناسان و چهره‌های جامعه انتخاب می‌شوند. ۵۰ ام‌پی‌اِی باقی مانده مستقیماً توسط رئیس‌جمهور منصوب می‌شوند و هیچ کرسی با رأی مستقیم مردم انتخاب نمی‌شود.

## تاریخچه
مجلس خلق سوریه قوه مقننه تک‌مجلسی این کشور است. در دوران حکومت‌های قبلی، از جمله حکومت بشار اسد، این مجلس اغلب چیزی بیش از یک مجلس قانون‌گذاری فرمایشی تلقی نمی‌شد که قوانینی را تصویب می‌کرد که همسو با منافع حزب حاکم بعث بود.
پس از حملات ۲۰۲۴ اپوزیسیون سوریه، تغییرات سیاسی در سوریه و گذار به یک مدل حکومتی جدید، مجلس خلق که در انتخابات مجلس در ژوئیه ۲۰۲۴ انتخاب شده بود، در ۲۹ ژانویهٔ ۲۰۲۵ منحل و با یک شورای قانون‌گذاری موقت جایگزین شد. پس از تصویب قانون اساسی موقت ۲۰۲۵ سوریه، یک مجلس موقت به نام مجلس خلق تأسیس شد که رئیس‌جمهور یک سوم از نمایندگان مجلس خلق را منصوب می‌کرد. در ۲ ژوئن ۲۰۲۵، فرمان ۶۶ ریاست‌جمهوری صادر شد که کمیته عالی انتخابات مجلس خلق را تأسیس کرد. این کمیته ۱۱ نفره مسئول نظارت بر تشکیل کمیته‌های فرعی انتخاباتی است که دو سوم نمایندگان مجلس خلق را انتخاب می‌کنند.
احمد الشرع، رئیس‌جمهور سوریه، گفت که زیرساخت‌های لازم برای برگزاری انتخابات مستقیم وجود ندارد و انور البنی، وکیل حقوق بشر سوری، گفت که «نبود کار سیاسی، احزاب و فعالیت‌های سیاسی»، علاوه بر لزوم ثبت نام آوارگان و افراد متوفی، و همچنین اعطای تابعیت توسط رژیم اسد به تعداد زیادی از شبه‌نظامیان ایرانی، به این معنی است که سیستم غیرمستقیم تا زمانی که زیرساخت‌های انتخابات مستقیم ایجاد نشود، «منطقی» است که سازماندهی آن می‌تواند تا چهار سال طول بکشد.

## نظام انتخاباتی
انتخابات ۲۰۲۵ تحت یک سیستم انتخاباتی موقت برگزار می‌شود. به گفته کمیته عالی، مجلس خلق از ۱۵۰ نماینده مجلس تشکیل خواهد شد که ۱۰۰ نماینده آن به صورت غیرمستقیم انتخاب می‌شوند و ۵۰ نماینده دیگر توسط رئیس‌جمهور سوریه منصوب می‌شوند.

### حوزه انتخابیه
چارچوب انتخاباتی موقت، انتخابات مستقیم مورد استفاده در رژیم سابق را با یک سیستم غیرمستقیم جایگزین می‌کند. به جای آرای مستقیم، کمیته‌های فرعی، کالج‌های انتخاباتی محلی تشکیل خواهند داد که به نوبه خود، نمایندگان مناطق حفاظت‌شده را انتخاب خواهند کرد. به گفته این کمیته، این رویکرد به دلیل فقدان زیرساخت‌ها، مانند داده‌های سرشماری قابل اعتماد و ثبت نام رأی‌دهندگان برای انجام انتخابات مستقیم، با ماهیت انتقالی و قانونگذاری - نه نمایندگی - پارلمان جدید مطابقت دارد. هدف، انتخاب تکنوکرات‌ها و دانشگاهیان است: ۷۰٪ از نمایندگان مناطق حفاظت‌شده، دانشگاهیان یا کارشناسان و ۳۰٪ از چهره‌های برجسته جامعه (ترجیحاً دارای مدارک دانشگاهی) خواهند بود.
کمیته فرعی انتخابات هر استان، ۳۰ تا ۵۰ نفر را برای هر حوزه انتخابیه معرفی خواهد کرد و یک کالج انتخاباتی محلی تشکیل می‌دهد که از آن یک نماینده پارلمان انتخاب خواهد شد. سوریه ۶۵ حوزه اداری دارد و ۱۴ کمیته فرعی تشکیل خواهد شد، یکی برای هر استان.

### برابری
کمیته عالی با چندین گروه، مانند شورای مشورتی زنان سوریه، و همچنین نمایندگان اتحادیه‌ها و سندیکاها، برای بحث در مورد دیدگاه‌ها و پیشنهادات، دیدار کرد.
انور البنی، وکیل حقوق بشر سوری، همچنین پیشنهاد داد که رئیس‌جمهور می‌تواند نمایندگان مجلس محلی را برای مقابله با هرگونه تعادل از دست رفته برای گروه‌های به حاشیه رانده شده از کمیته‌های انتخابات منصوب کند.

### حوزه‌های انتخابیه
این کمیته تمایل خود را برای برگزاری انتخابات در سراسر سوریه، از جمله مناطق تحت کنترل نیروهای دموکراتیک سوریه، از جمله استان‌های رقه و حسکه، ابراز کرده است. اگر انتخابات در این مناطق امکان‌پذیر نباشد، کمیته ممکن است با مقامات و افراد سرشناس محلی برای تضمین مشارکت از طریق روش‌های غیرمستقیم همکاری کند.
۱۰۰ کرسی بر اساس استان‌ها انتخاب می‌شوند و هر استان به بخش‌هایی تقسیم می‌شود که به عنوان حوزه‌های انتخابیه عمل می‌کنند. محمد ولی، عضو کمیته، اظهار داشت که «هر [استان] چندین منطقه دارد و هر منطقه چندین نماینده مجلس تولید می‌کند».

#### توزیع کرسی‌ها بر اساس استان
1. دمشق (۱۱)
2. ریف دمشق (۱۰)
3. حمص (۹)
4. حماة (۸)
5. ادلب (۷)
6. لاذقیه (۶)
7. دیرالزور (۶)
8. حسکه (۶)
9. طرطوس (۵)
10. درعا (۴)
11. رقه (۳)
12. سویدا (۳)
13. قنیطره (۲)

### تاریخ
این کمیته تخمین زده است که روند انتخاب نمایندگان مجلس محلی ۶۰ تا ۹۰ روز طول خواهد کشید، که از ژوئن ۲۰۲۵ آغاز و در اوت ۲۰۲۵ پایان می‌یابد. انتخابات در یک روز در سراسر سوریه، که انتظار می‌رود در پایان اوت باشد، برگزار خواهد شد.

### مدت
این کمیته همچنین تخمین زده است که نمایندگان مجلس شورای ملی برای یک دوره پنج ساله خدمت خواهند کرد. با این حال، قرار است انتخابات پس از ۳۰ ماه تمدید شود، زیرا دوره مجلس خلق طبق اعلامیه قانون اساسی ۳۰ ماه تعیین شده است. این بدان معناست که اگرچه در ابتدا مأموریت کمیته به عنوان یک مأموریت بلندمدت در نظر گرفته شده بود، اما همچنان تابع چرخه قانونگذاری تعیین شده توسط چارچوب قانون اساسی است.

### نامزدی
به گفته رئیس کمیته، نامزدها باید:
- حداقل ۲۵ سال سن داشته باشید،
- داشتن حسن شهرت و حسن رفتار،
- به جرم غیرشرعی محکوم نشده باشد،
- از نظر قانونی صلاحیت داشته و تحت محدودیت‌های مالی نباشد.
- حداقل به مدت ۱۰ سال شهروند سوریه بوده باشد.

## واکنش‌ها و تحلیل‌ها
انور البنی، وکیل حقوق بشر سوری و مدیر مرکز مطالعات و تحقیقات حقوقی سوریه، این روند را با توجه به شرایط فعلی سوریه، گامی عملگرایانه توصیف کرده است. او فقدان زیرساخت‌ها و اسناد مدنی را تصدیق کرد و بر اهمیت گنجاندن جامعه مدنی و رهبری محلی در ساختارهای حکومت انتقالی تأکید کرد. البنی خاطرنشان کرد که تصمیمات این مجلس می‌تواند در آینده، پس از امکان برگزاری انتخابات مردمی، مورد بررسی، اصلاح یا لغو قرار گیرد.
- اتحادیه اروپا: مایکل اونماخت، کاردار اتحادیه اروپا در سوریه، گفت که اتحادیه اروپا از تشکیل کمیته عالی انتخابات استقبال می‌کند و اتحادیه اروپا تخصص خود را در حمایت از مرجع قانونگذاری انتقالی ارائه خواهد داد.[۱۷]
- سازمان ملل متحد: گیر اتو پدرسن، فرستاده ویژه سازمان ملل متحد در امور سوریه، نیز از اعلام تشکیل کمیته عالی انتخابات استقبال کرد.[۱۸]